# 帕羅米納斯 (亞利桑那州)
帕羅米納斯（英語：Palominas）是位於美國亞利桑那州科奇斯縣的一個人口普查指定地區。根據2010年美國人口普查，該地人口為212人，而該地的面積約為5.00平方千米。

## 地理
帕羅米納斯的座標為31°22′47″N 110°07′06″W / 31.37972°N 110.11833°W，而該地最高點為海拔高度1292米（即4239英尺）。